# 亡命スカウト
亡命スカウト（ぼうめいスカウト）とは、戦争や政変によって母国を離れた人々によって形成されるボーイスカウト・ガールスカウトの運動体。この亡命スカウトという概念は、たとえばボーイスカウトアメリカ連盟の大西洋連盟や極東連盟のような海外在住者のためのスカウティング組織の支部とは異なる概念である。
時にスカウティングは政変によって圧力を加えられる対象となることがある。それは通常権威主義的政権が成立した場合に起こるもので、近年の例をとればキューバ、ラオス、ビルマ、中華人民共和国などでスカウティングは弾圧の対象となっている。

## 歴史
オーストラリアのビクトリア州に、ヴィクトリア民族スカウト・ガイド協会（英語: Ethnic Scout and Guide Association of Victoria、通称: ESGAV）という団体がある。これは、ウクライナ人、エストニア人、ハンガリー人、ポーランド人、ラトビア人、リトアニア人、ロシア人の7民族からなり、年一回のベンチャースカウト・ローバースカウト年代のためのキャンプを運営している。 多くの国で、アメリカ連盟の場合のように、亡命隊が亡命先のスカウト組織として機能する。ニューヨークのエストニア人亡命スカウト隊やカリフォルニアの亡命アルメニア人隊はボーイスカウトアメリカ連盟に地方連盟として登録されている。
ドイツにはアフガニスタン出身のスカウト・ガイドによって設立されたスカウト共同体であるアフガニスタンスカウト協会（ De Afghanistan Zarandoi Tolana-Afghanische Pfadfinder Organisation）が存在し、ドイツ引退スカウト共同体（Verband Deutscher Altpfadfindergilden e.V. ）と協力関係を持ち、 国際スカウト・ガイド共同体（International Scout and Guide Fellowship）に加盟している。会長はボーイスカウトアフガニスタン連盟祖元副理事長のSaid Habibが務めている。
母国外で兄弟隊に奉仕する亡命スカウト集団の中には、母国が全体主義国家であるがために世界スカウト機構が自分たちを承認しないことに対する憤りが生じることがある。 そのためWOSMでなく独立スカウト世界連盟（World Federation of Independent Scouts:WFIS）に参加する集団も散見される。